# Mozilla Firefox 2
Mozilla Firefox 2 — версия браузера Mozilla Firefox, увидевшая свет 24 октября 2006 года и носящая кодовое название «Bon Echo».
Firefox 2 использует движок Gecko 1.8.1 и включает поддержку масштабируемой векторной графики (SVG) и JavaScript 1.7, а также многочисленные изменения в интерфейсе пользователя.
Mozilla Firefox 2.0.0.x является окончательной версией, официально поддерживаемой операционными системами Windows NT 4.0 и Windows 98.
Поддержка Firefox 2.0 была закончена 18 декабря 2008 года.

## Возможности
Браузер использует усовершенствованный движок Gecko 1.8.1, в котором была улучшена поддержка JavaScript, SVG и XML, а также включает в себя улучшенную поддержку вкладок и движков поиска, новый менеджер дополнений и функцию восстановления браузера после сбоя, проверку орфографии и систему защиты от фишинга, разработанную в Google.
Первоначально планировалось добавить современную систему закладок под названием Places, но из-за трудностей в её отладке она была включена только в Firefox 3.0.

## Разработка
Mozilla Firefox 2 разрабатывался как легковесный, быстрый и современный веб-браузер, являющийся результатом отделения от более тяжёлой Mozilla Suite. Процесс разработки начался с концептуальной фазы, в ходе которой специалисты Mozilla и многочисленные добровольцы сформировали цель создания браузера, ориентированного на улучшение пользовательского интерфейса, повышение производительности и внедрение новейших веб-стандартов.

### Этапы разработки
В марте 2006 года была выпущена первая альфа-версия, получившая кодовое имя «Bon Echo Alpha 1». На данном этапе осуществлялась интеграция обновлённого движка Gecko 1.8.1, который обеспечивал поддержку Scalable Vector Graphics (SVG) и JavaScript 1.7, а также проводилась первичная реализация системы управления закладками («Places») и вкладками. В июле того же года проект перешёл к фазе бета-тестирования, когда браузер получил название Mozilla Firefox, и широкая аудитория тестировщиков начала активно оценивать функциональность, выявлять ошибки и предлагать улучшения. Начиная с сентября 2006 года выпускались релиз-кандидаты, что позволило провести финальное тестирование перед официальным релизом, состоявшимся 24 октября 2006 года.

## Технические новшества и организация работы
Основные инновации, реализованные в процессе разработки, включали:
- Обновлённый движок Gecko 1.8.1: внедрение поддержки современных веб-стандартов, таких как SVG (с использованием элемента svg:textPath) и улучшенный JavaScript 1.7.
- Улучшение пользовательского интерфейса: создание нового графического оформления с современными иконками, упрощённой навигацией и удобной работой с вкладками, включая возможность закрытия каждой вкладки отдельно.
- Функции безопасности и восстановления сессии: интеграция встроенной защиты от фишинга, а также реализация механизма автоматического восстановления сессии после аварийного завершения работы браузера.
- Поддержка дополнительных возможностей: реализация встроенной проверки орфографии, улучшенный менеджер расширений и предварительный просмотр RSS-лент.